# 슬로베니아의 재외공관 목록

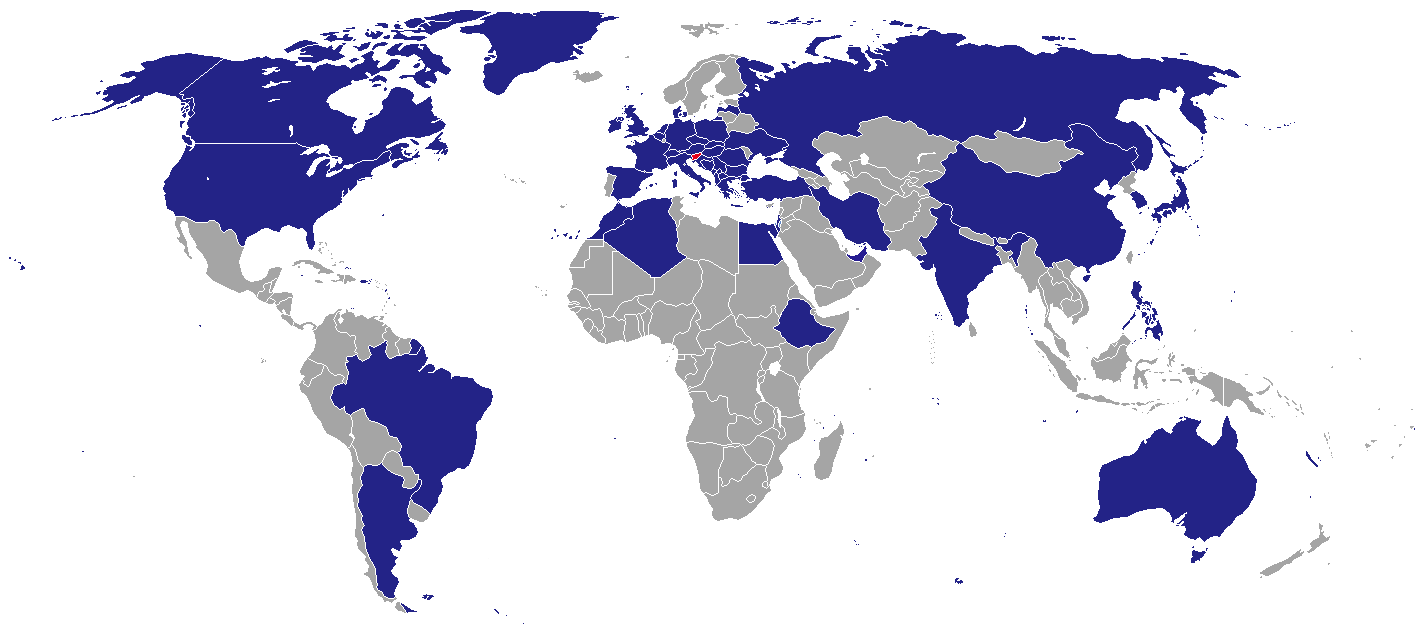
슬로베니아의 재외공관

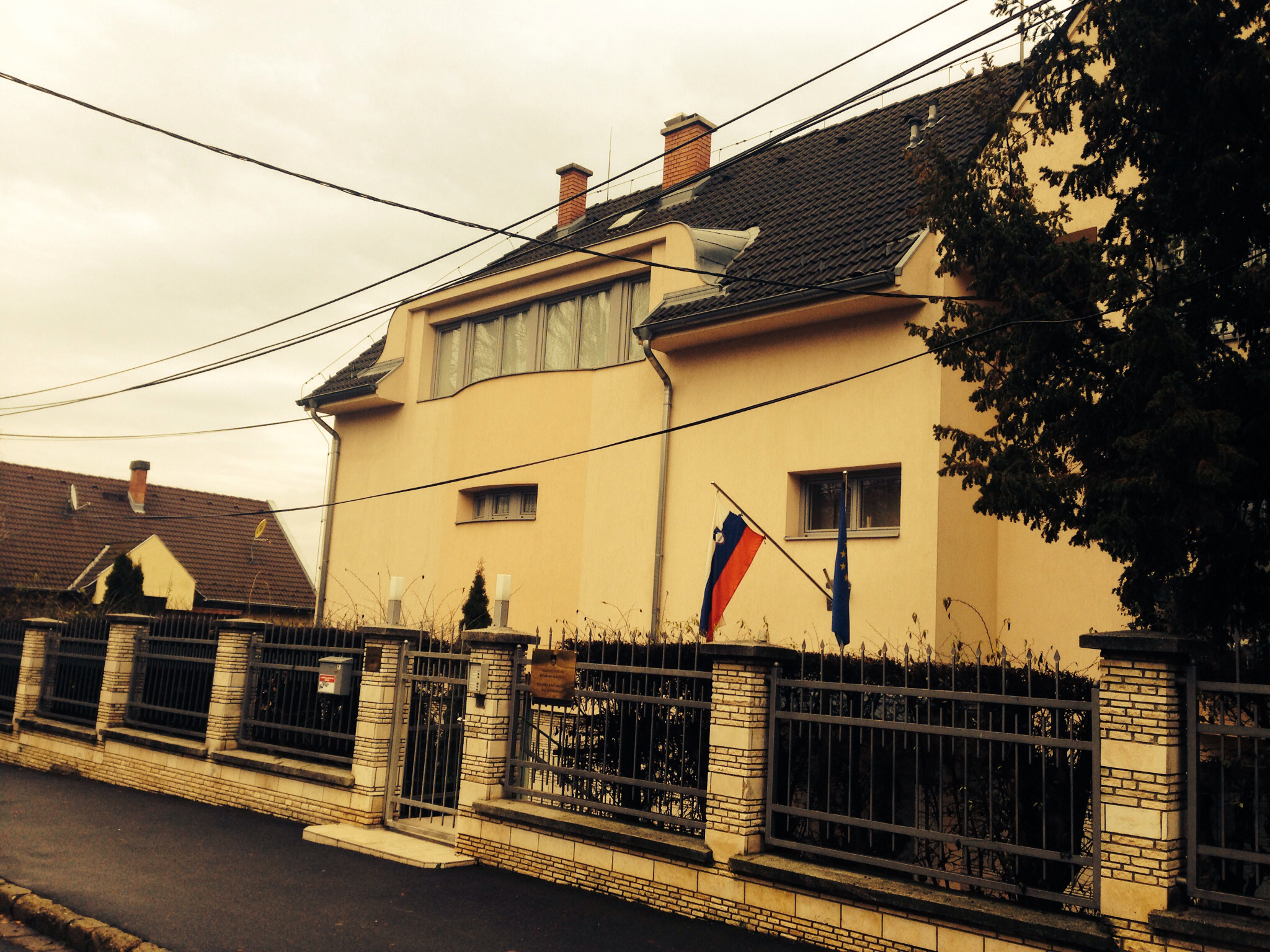
부다페스트 주재 슬로베니아 대사관

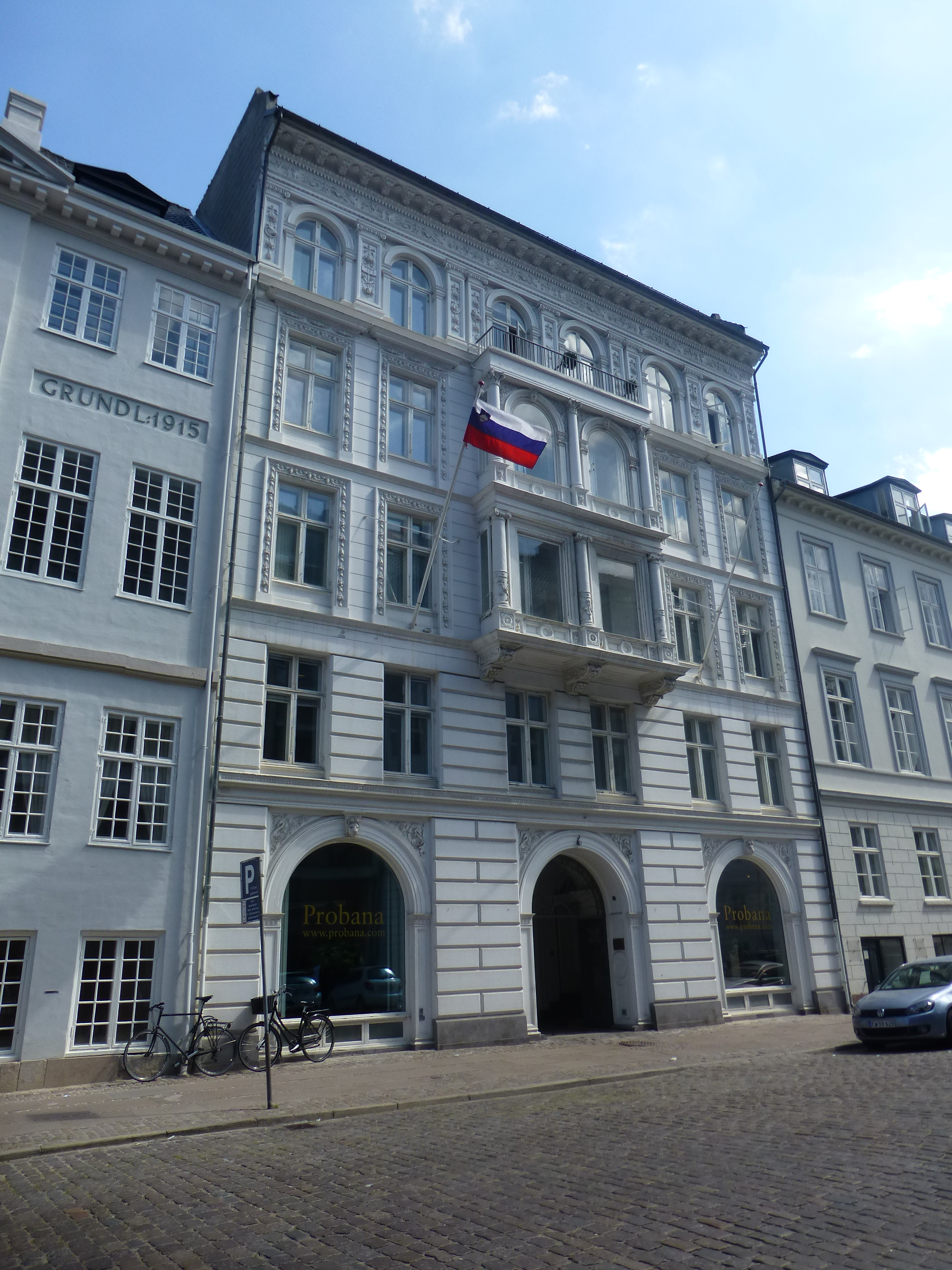
코펜하겐 주재 슬로베니아 대사관

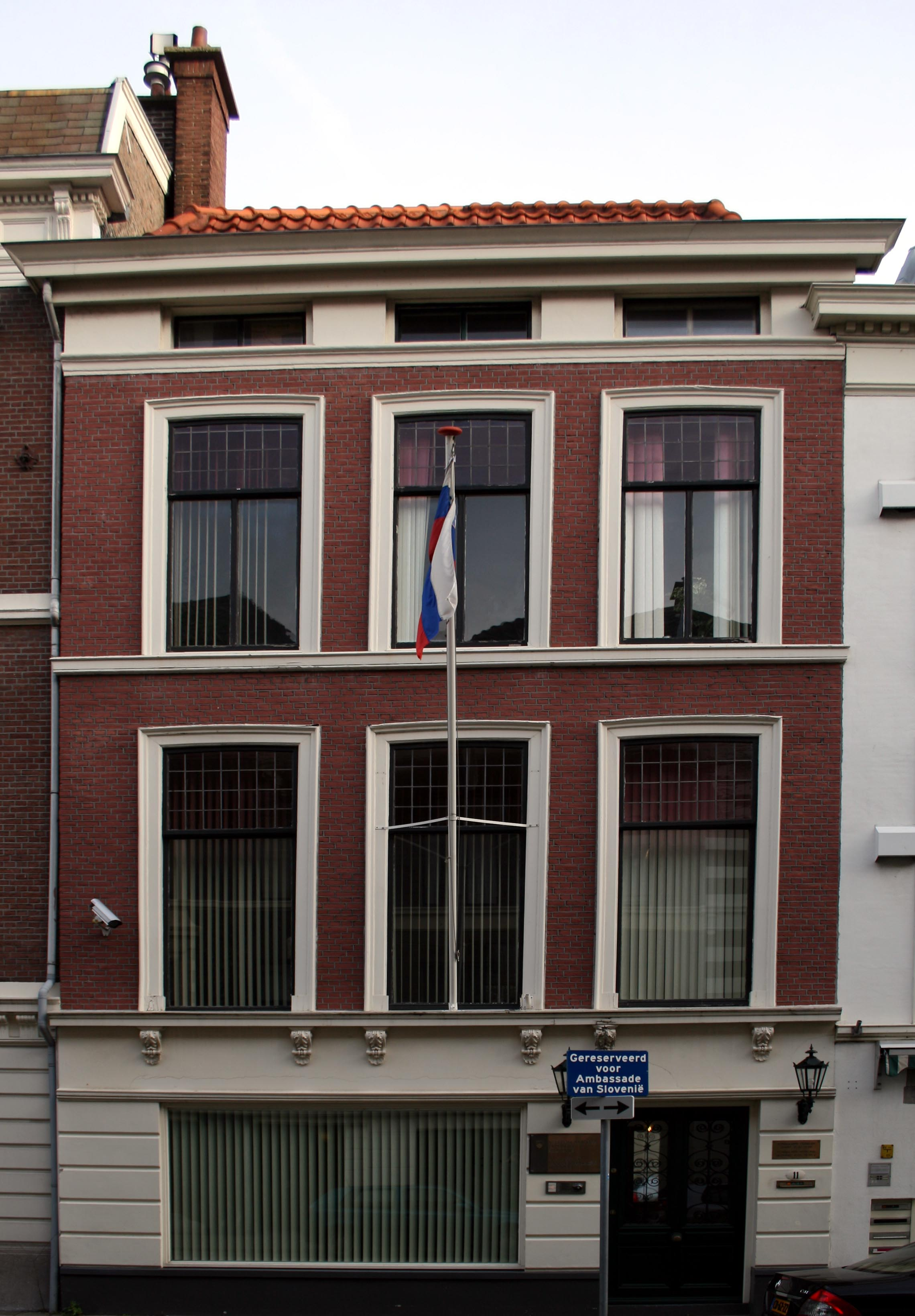
헤이그 주재 슬로베니아 대사관

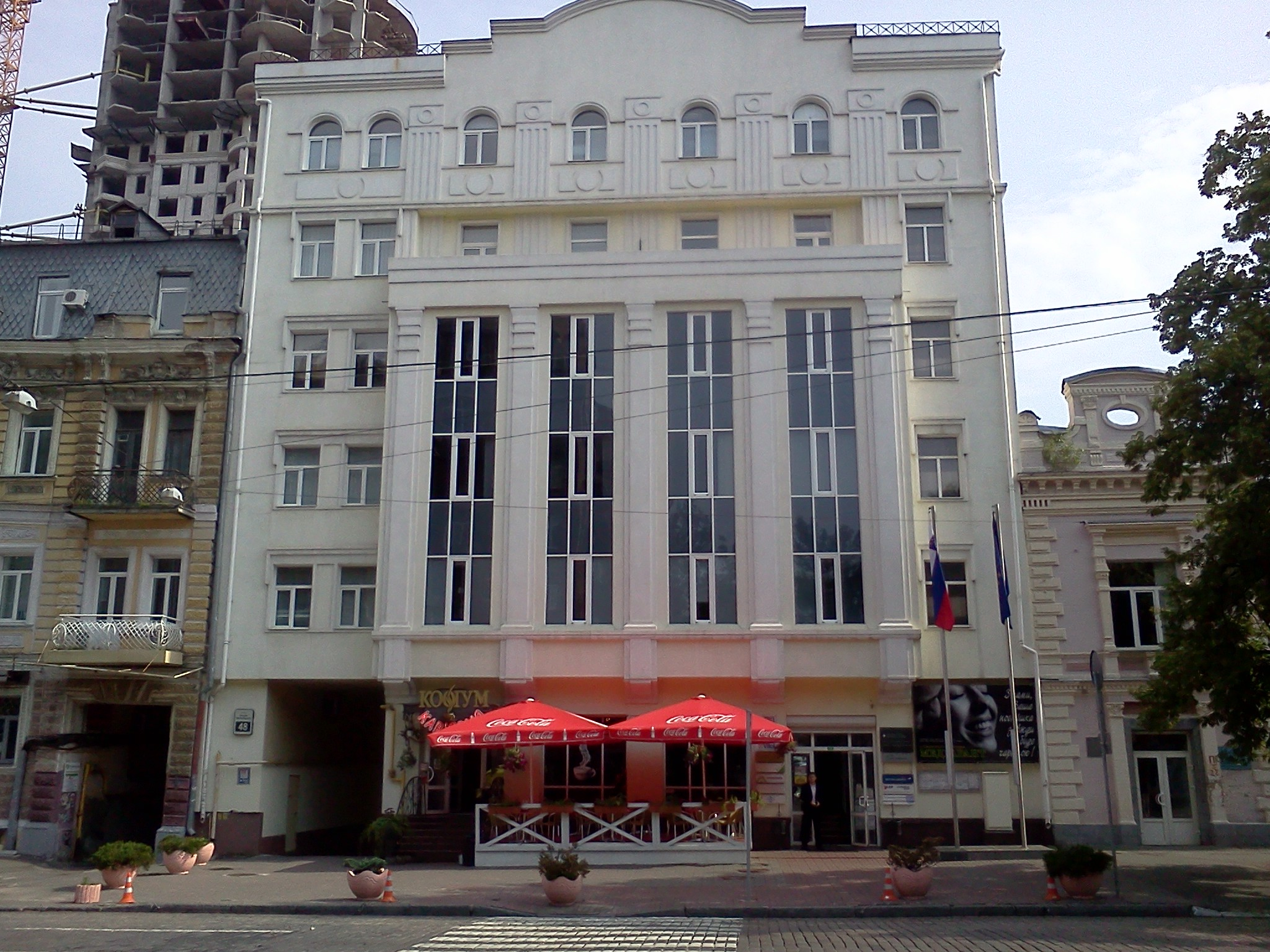
키예프 주재 슬로베니아 대사관

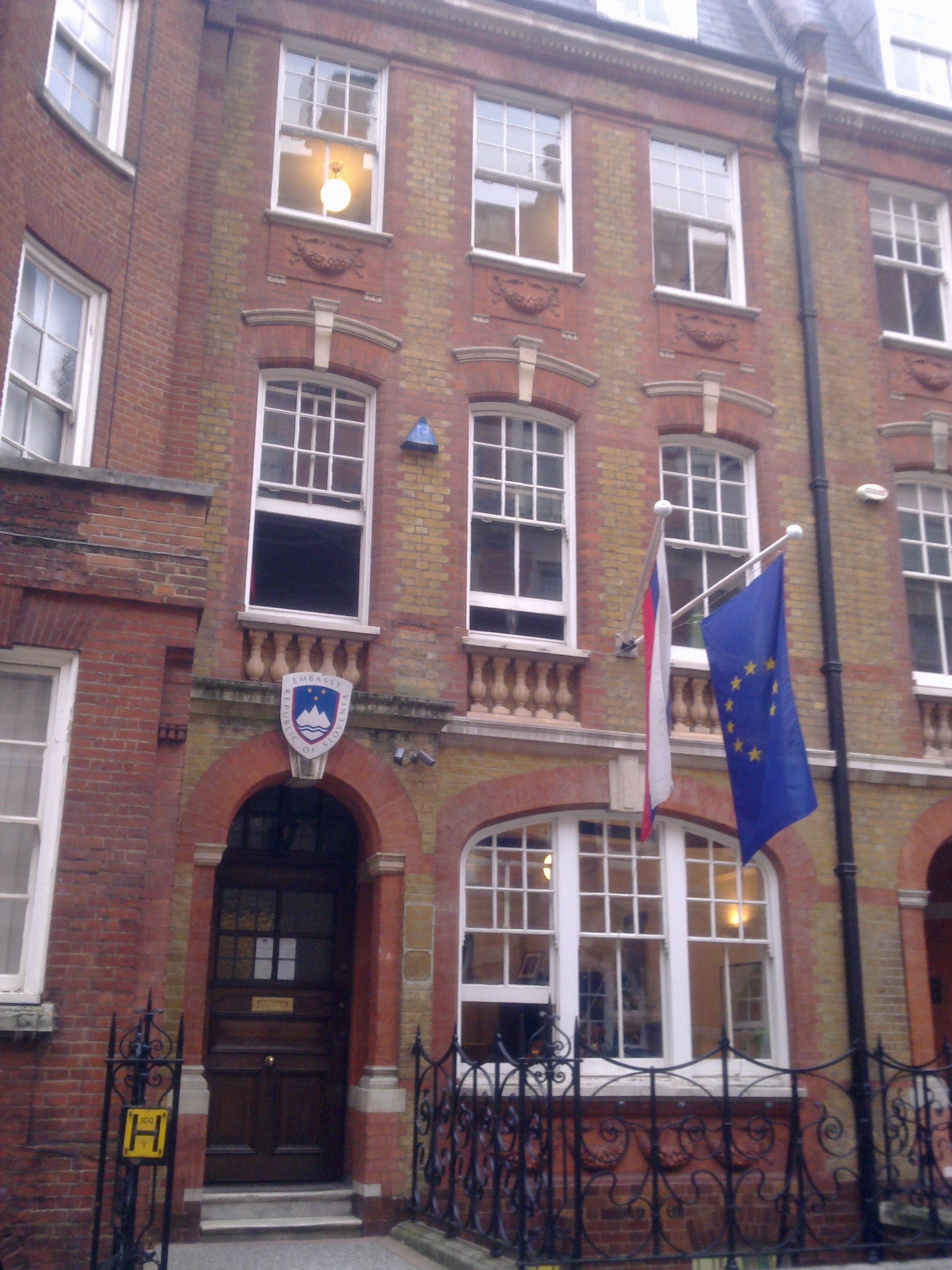
런던 주재 슬로베니아 대사관

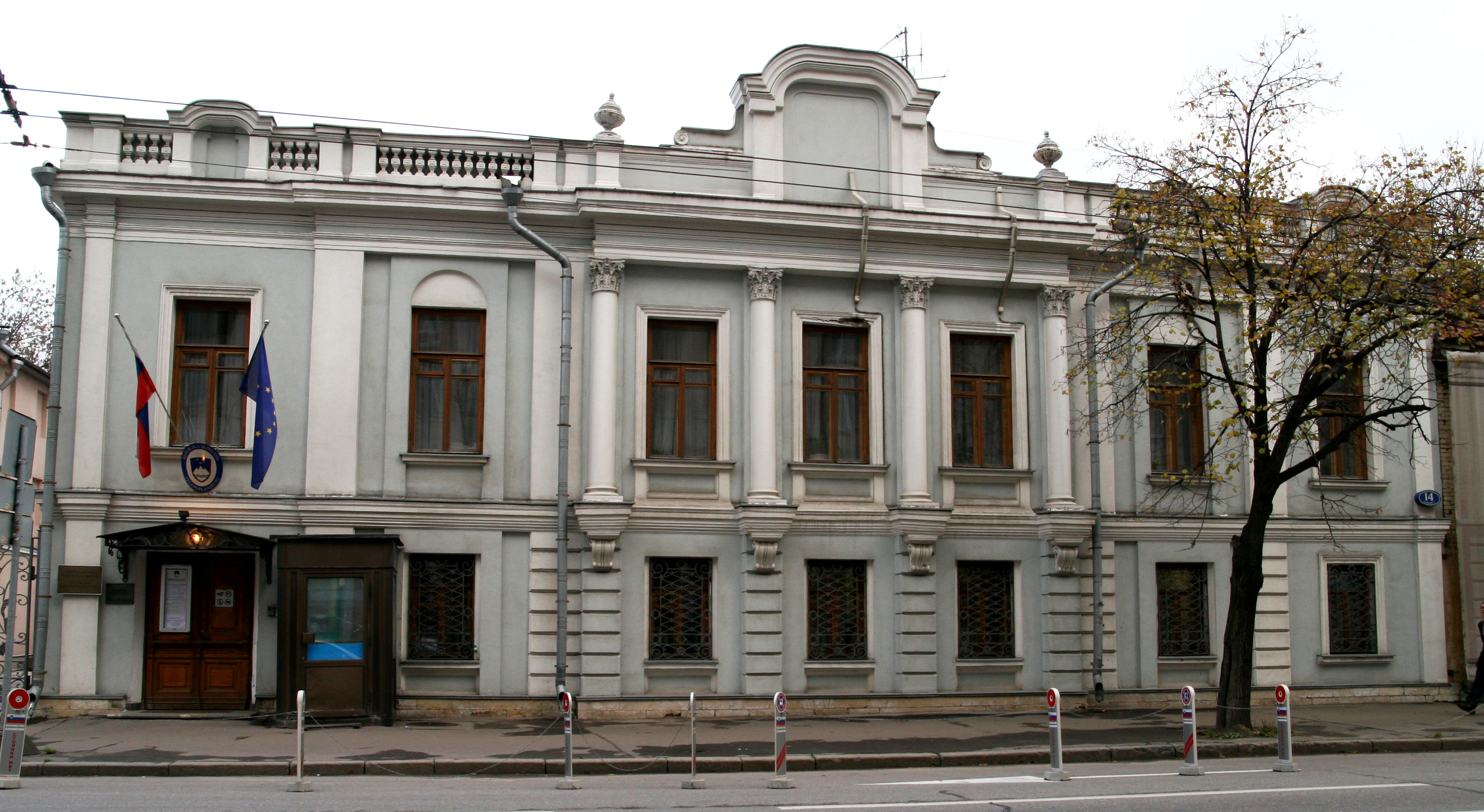
모스크바 주재 슬로베니아 대사관

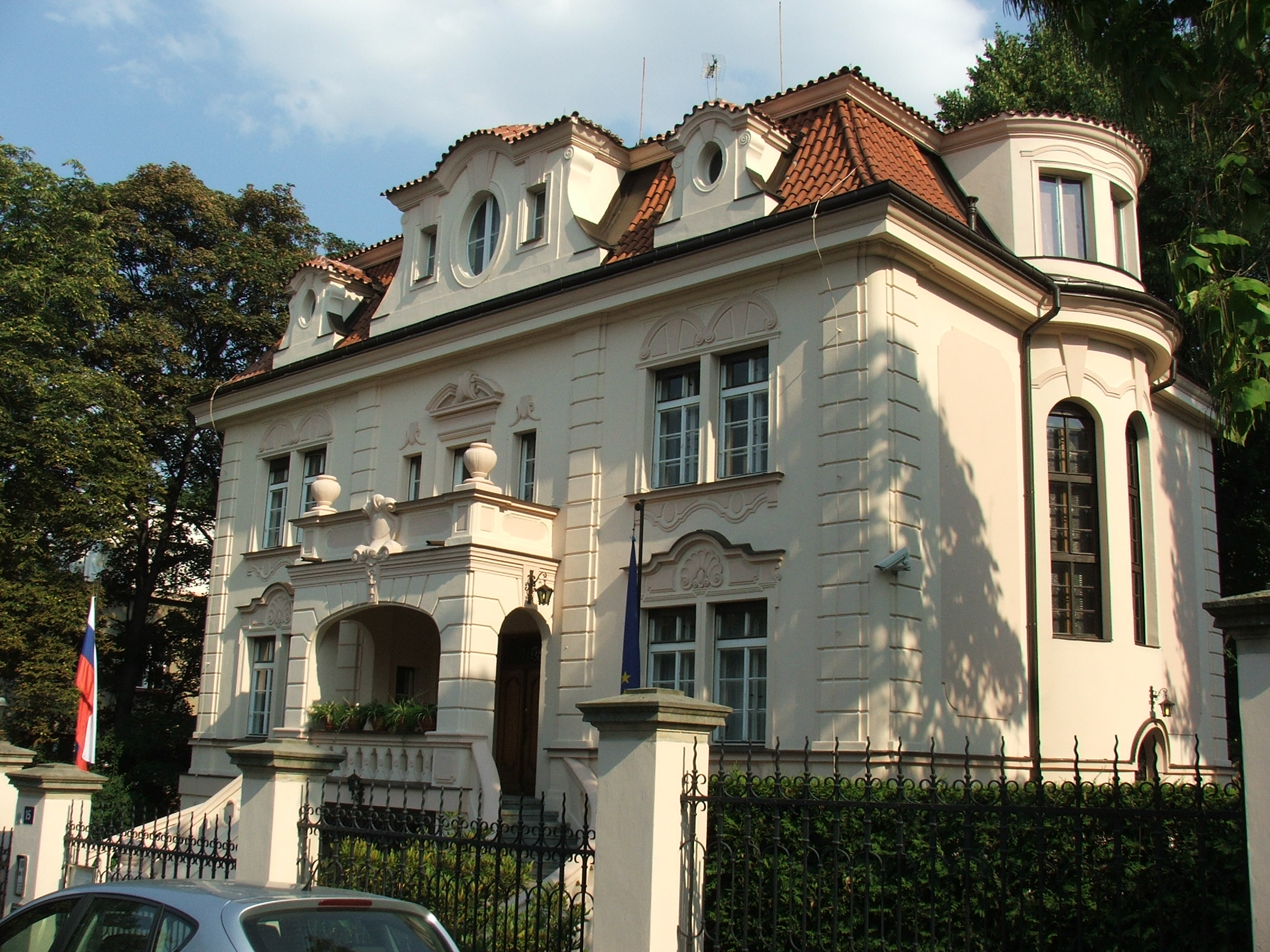
프라하 주재 슬로베니아 대사관

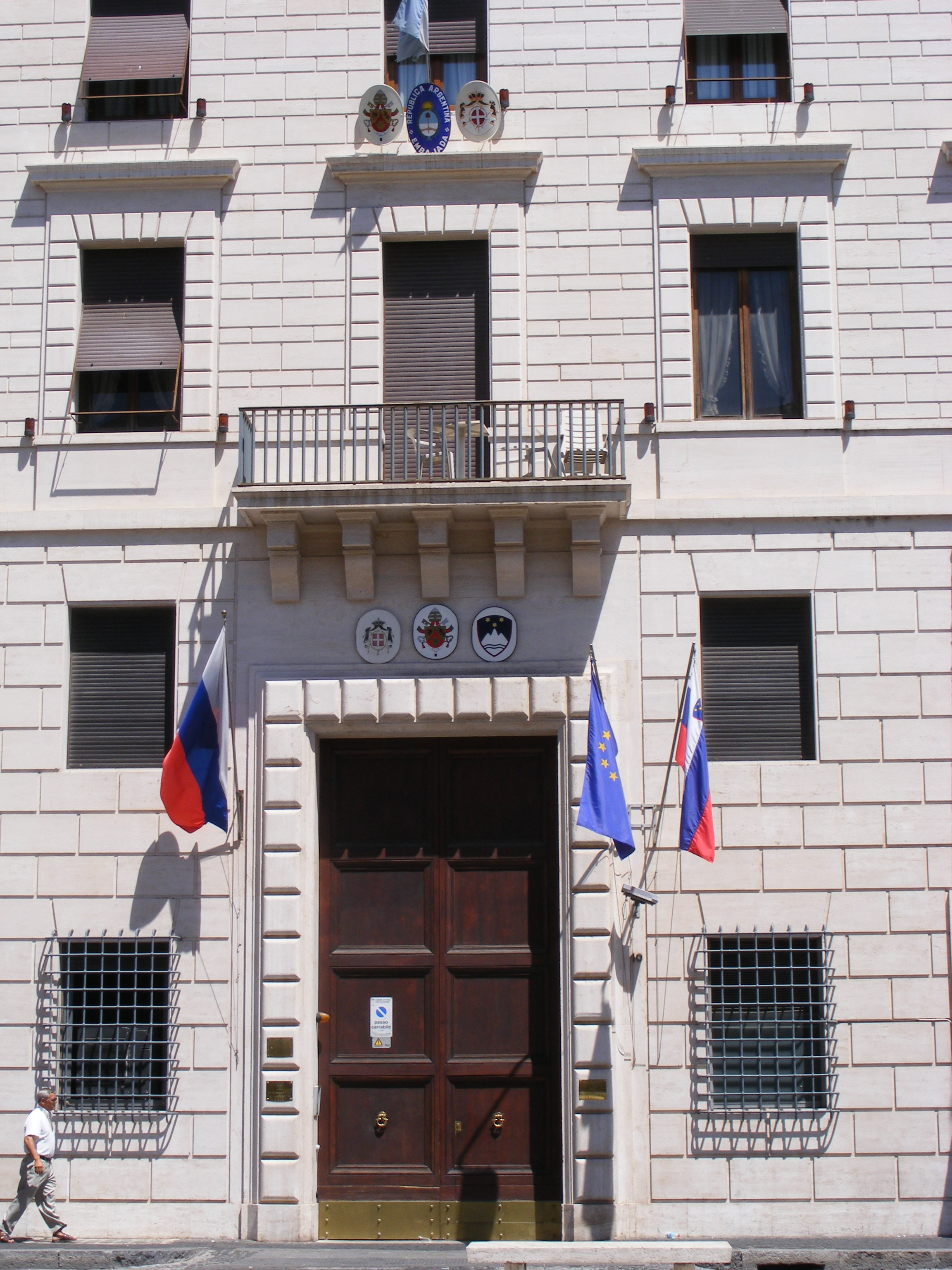
로마에 있는 바티칸 시국 주재 슬로베니아 대사관

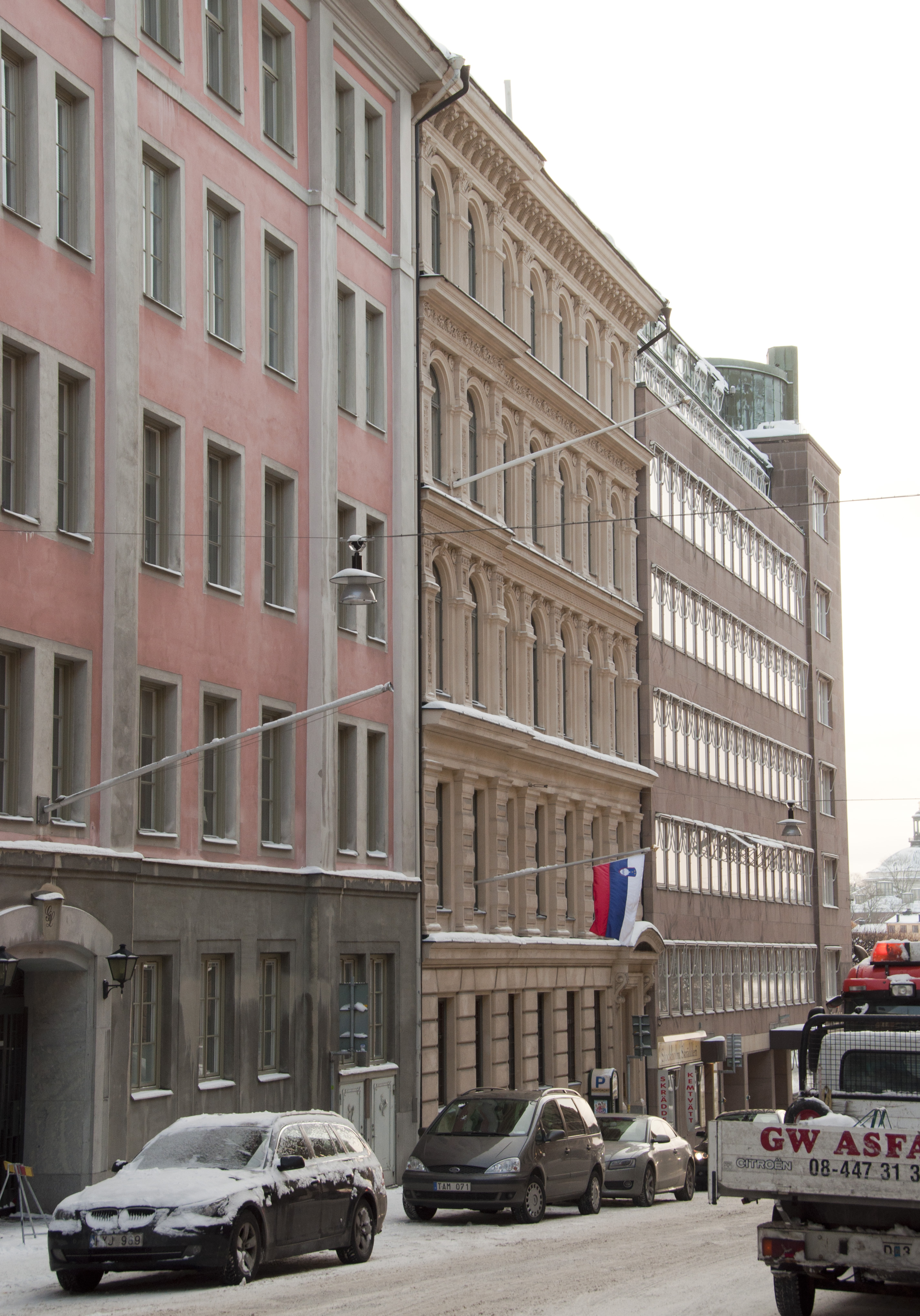
스톡홀름 주재 슬로베니아 대사관

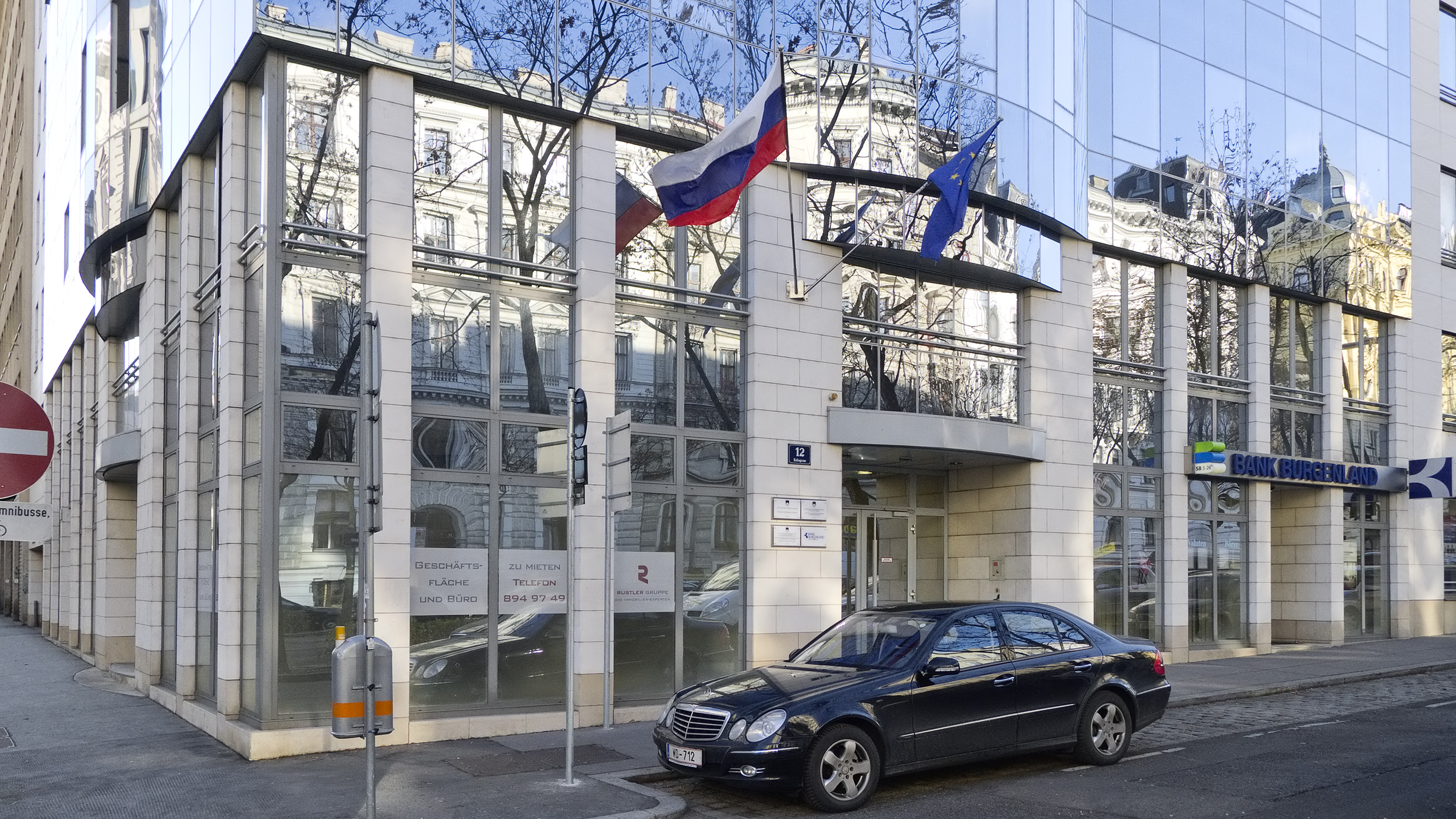
빈 주재 슬로베니아 대사관

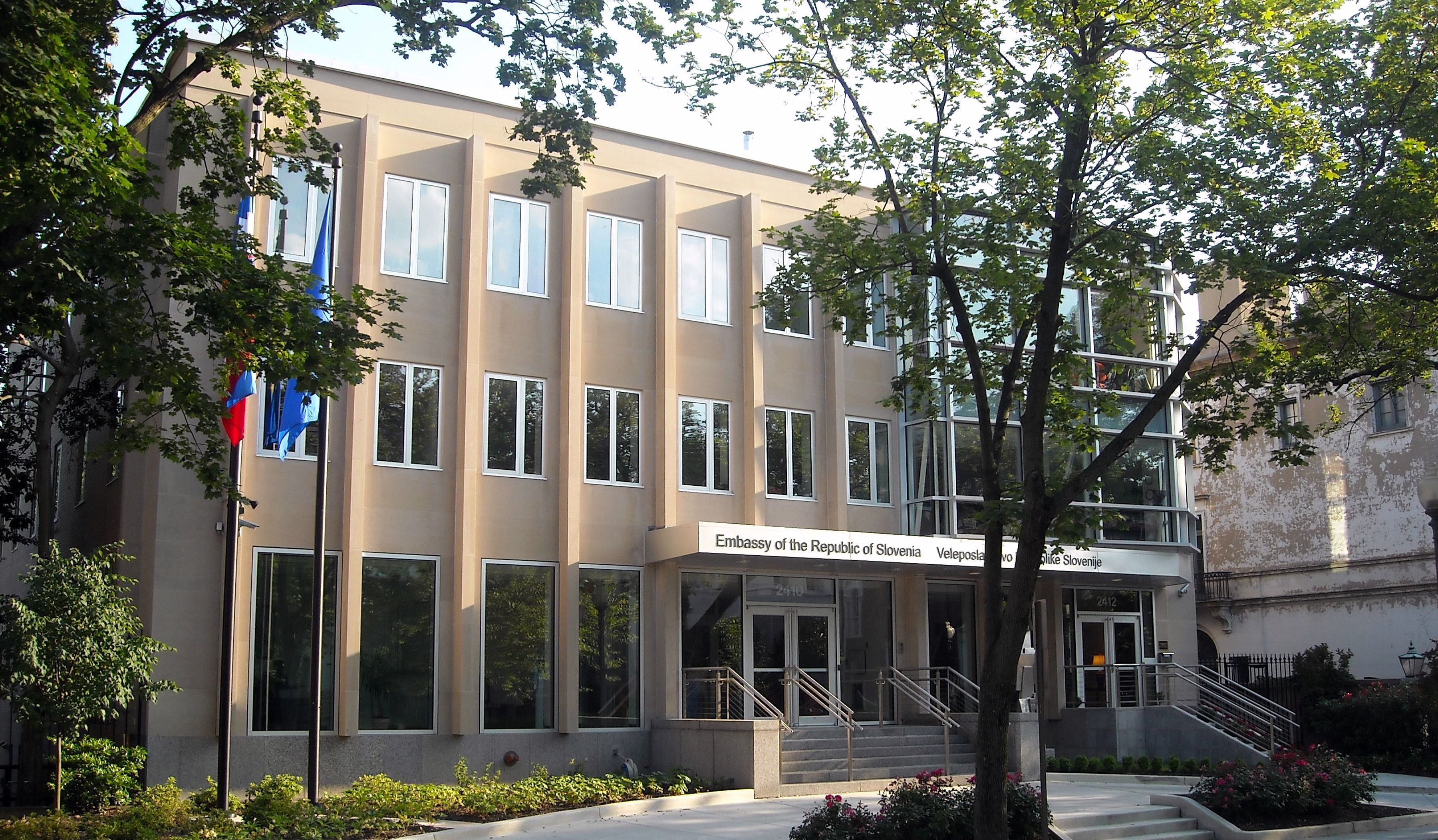
워싱턴 D.C. 주재 슬로베니아 대사관

슬로베니아의 재외공관 목록은 슬로베니아 주재 대사관을 각국에 상주시켜 놓는 것을 의미하며 슬로베니아의 재외공관을 나열한 목록이다.

## 아프리카
- 이집트 : 카이로 (대사관)

## 아메리카
- 아르헨티나 : 부에노스아이레스 (대사관)
- 브라질 : 브라질리아 (대사관)
- 캐나다 : 오타와 (대사관), 토론토 (총영사관)
- 미국 : 워싱턴 D.C. (대사관), 클리블랜드 (총영사관)

## 아시아
- 중화인민공화국 : 베이징시 (대사관), 상하이시 (영사관)
- 인도 : 뉴델리 (대사관)
- 이란 : 테헤란 (대사관)
- 이스라엘 : 텔아비브 (대사관)
- 일본 : 도쿄도 (대사관)
- 대한민국 : 서울특별시 (대사관)
- 팔레스타인 : 라말라 (대표부 사무소)
- 튀르키예 : 앙카라 (대사관), 이스탄불 (총영사관)
- 아랍에미리트 : 아부다비 (대사관)

## 유럽
- 알바니아 : 티라나 (대사관)
- 오스트리아 : 빈 (대사관), 클라겐푸르트 (총영사관)
- 벨기에 : 브뤼셀 (대사관)
- 보스니아 헤르체고비나 : 사라예보 (대사관)
- 불가리아 : 소피아 (대사관)
- 크로아티아 : 자그레브 (대사관)
- 체코 : 프라하 (대사관)
- 덴마크 : 코펜하겐 (대사관)
- 프랑스 : 파리 (대사관), 툴루즈 (영사관)
- 독일 : 베를린 (대사관), 뮌헨 (총영사관)
- 그리스 : 아테네 (대사관)
- 바티칸 시국 : 바티칸 시국 (대사관)
- 헝가리 : 부다페스트 (대사관), 센트고트하르드 (총영사관)
- 아일랜드 : 더블린 (대사관)
- 이탈리아 : 로마 (대사관), 밀라노 (총영사관), 트리에스테 (총영사관)
- 코소보 : 프리슈티나 (대사관)
- 몬테네그로 : 포드고리차 (대사관)
- 네덜란드 : 헤이그 (대사관)
- 북마케도니아 : 스코페 (대사관)
- 폴란드 : 바르샤바 (대사관)
- 루마니아 : 부쿠레슈티 (대사관)
- 러시아 : 모스크바 (대사관)
- 세르비아 : 베오그라드 (대사관)
- 슬로바키아 : 브라티슬라바 (대사관)
- 스페인 : 마드리드 (대사관)
- 스위스 : 베른 (대사관)
- 우크라이나 : 키이우 (대사관)
- 영국 : 런던 (대사관)

## 오세아니아
- 오스트레일리아 : 캔버라 (대사관)

## 대표부
- EU, NATO 슬로베니아 정부 대표부 : 브뤼셀
- UN 슬로베니아 정부 대표부 : 뉴욕, 빈, 제네바
- UNESCO, OECD 슬로베니아 정부 대표부 : 파리
- FAO 슬로베니아 정부 대표부 : 로마
- 유럽 평의회 슬로베니아 정부 대표부 : 스트라스부르
- 유럽 안보 협력 기구 슬로베니아 정부 대표부 : 빈